# James Moriarty (vescovo)
James Moriarty (Dublino, 13 agosto 1936 – Milltown, 26 marzo 2022) è stato un vescovo cattolico irlandese.

## Biografia
Monsignor James Moriarty nacque a Dublino il 13 agosto 1936 da Michael e Catherine Moriarty. Aveva quattro fratelli.

### Formazione e ministero sacerdotale
Frequentò la scuola secondaria presso la Catholic University School e compì gli studi per il sacerdozio all'Holy Cross College di Dublino. Ottenne il diploma in filosofia presso lo University College di Dublino e il baccalaureato in teologia al St Patrick's College di Maynooth.
Il 21 maggio 1961 fu ordinato presbitero per l'arcidiocesi di Dublino. Dopo l'ordinazione ottenne il diploma in educazione presso lo University College di Dublino. In seguito fu insegnante di religione presso la Vocational School Killester dal 1961 al 1964; cappellano della comunità delle Povere ancelle della Madre di Dio di Portland Row dal 1964 al 1965; insegnante di religione la Vocational School di Mount Street dal 1965 al 1968; cappellano dello University College di Dublino dal 1968 al 1979; vicario parrocchiale a Dún Laoghaire dal 1979 al 1983; vicario parrocchiale a Bawnoge dal 1983 al 1985; direttore del Catholic Marriage Advisory Centre; primo parroco di Deansrath, un'area allora in via di sviluppo vicino a Clondalkin che era stata costituita da Bawnogue, dal 1983 al 1989 e parroco di Donaghmede dal 1989 al 1991.
Alla fine degli anni '80 fu eletto presidente del consiglio nazionale dei presbiteri.

### Ministero episcopale
Il 26 giugno 1991 papa Giovanni Paolo II lo nominò vescovo ausiliare di Dublino e titolare di Bononia. Ricevette l'ordinazione episcopale il 22 settembre successivo nella chiesa di Sant'Andrea a Dublino dall'arcivescovo metropolita di Dublino Desmond Connell, co-consacranti l'arcivescovo Emanuele Gerada, nunzio apostolico in Irlanda, e il vescovo ausiliare di Dublino James Kavanagh. Gli fu affidata la responsabilità dei decanati di Fingal Sud-Est, Fingal Sud-Ovest e Howth.
Il 4 giugno 2002 papa Giovanni Paolo II lo nominò vescovo di Kildare e Leighlin. Prese possesso della diocesi il 31 agosto successivo con una cerimonia tenutasi nella cattedrale dell'Assunzione della Beata Vergine Maria a Carlow.
Durante il suo episcopato, in risposta a un processo di consultazione sulle priorità pastorali per la diocesi, introdusse l'iniziativa "Reach Out", in cui i parrocchiani di tutte le chiese della diocesi furono invitati durante l'Avvento a portare a casa una candela e una busta contenente un esplicativo volantino e un'immaginetta di preghiera da tavola.
Nell'ottobre del 2006 compì la visita ad limina.
In seno alla Conferenza episcopale irlandese fu presidente della commissione per il rinnovamento pastorale e del comitato nazionale dei direttori diocesani per la gioventù.
Dopo la pubblicazione del Rapporto Murphy il 29 novembre 2009 e le dimissioni il 17 dicembre dell'ex vescovo ausiliare di Dublino e poi vescovo di Limerick, Donal Brendan Murray, tra le critiche per la sua gestione delle accuse contro diversi sacerdoti, era ampiamente previsto che anche monsignor Moriarty si sarebbe dimesso da vescovo di Kildare e Leighlin. Monsignor Moriarty venne implicato in particolare nel caso di padre Edmondus, uno pseudonimo del violentatore seriale che molestò l'ex membro della Pontificia commissione per la tutela dei minori Marie Collins e molti altri bambini. Nel 1993, come vescovo ausiliare, Moriarty ricevette una denuncia che padre Edmondus aveva abusato sessualmente di bambini malati in un ospedale trent'anni prima. Tuttavia egli non avviò alcuna indagine né chiese all'arcivescovo se potesse controllare il dossier del prete che conteneva lamentele precedenti. Padre Edmondus rimase attivo nel ministero per anni. Nelle interviste rilasciate immediatamente dopo la pubblicazione del Rapporto Murphy, Moriarty disse che non si sarebbe dimesso, affermando che la colpa era dell'arcivescovo Desmond Connell, allora suo superiore, a cui Moriarty aveva trasmesso la denuncia. Successivamente, il 23 dicembre, Moriarty pubblicò una dichiarazione nella quale affermava che sebbene il rapporto non lo criticasse direttamente, accettava pienamente la conclusione generale della commissione d'inchiesta. Sulla base del fatto che nella sua qualità di vescovo ausiliare nell'arcidiocesi di Dublino non aveva sfidato la cultura di come venivano gestite le accuse di abuso, annunciò di aver offerto le sue dimissioni a papa Benedetto XVI che le accettò il 22 aprile successivo.
Dopo le sue dimissioni, prestò servizio come collaboratore pastorale della parrocchia di Sant'Antonio a Clontarf.
Morì nella Cherryfield Lodge Nursing Home di Milltown, Dublino, il 26 marzo 2022 all'età di 85 anni. Le esequie si tennero il 30 marzo alle ore 12 nella cattedrale dell'Assunzione della Beata Vergine Maria a Carlow e furono presiedute da monsignor Denis Nulty, suo successore. Al termine del rito fu sepolto nel cortile nel parco della cattedrale.

## Genealogia episcopale
La genealogia episcopale è:
- Cardinale Scipione Rebiba
- Cardinale Giulio Antonio Santori
- Cardinale Girolamo Bernerio, O.P.
- Arcivescovo Galeazzo Sanvitale
- Cardinale Ludovico Ludovisi
- Cardinale Luigi Caetani
- Cardinale Ulderico Carpegna
- Cardinale Paluzzo Paluzzi Altieri degli Albertoni
- Papa Benedetto XIII
- Papa Benedetto XIV
- Papa Clemente XIII
- Cardinale Bernardino Giraud
- Cardinale Alessandro Mattei
- Cardinale Pietro Francesco Galleffi
- Cardinale Filippo de Angelis
- Cardinale Amilcare Malagola
- Cardinale Giovanni Tacci Porcelli
- Cardinale Fernando Cento
- Arcivescovo Gaetano Alibrandi
- Cardinale Desmond Connell
- Vescovo James Moriarty